# 982
سنة 982 م كانت سنة بسيطة تبدأ يوم الأحد (الرابط يظهر نموذج التقويم الكامل للسنة) من التقويم اليولياني.

## مواليد
- أحمد بن علي النجاشي

## وفيات
- شبتاي دونولو.
- علي بن إبراهيم الحصري.
- محمد بن خفيف.